# Kościół w Lojście
Kościół w Lojście – świątynia należąca do diecezji Visby Kościoła Szwecji. Znajduje się w południowej części Gotlandii.

## Architektura
Najstarszymi częściami kościoła są nawa i prezbiterium, które pochodzą z połowy XIII wieku. W pierwszej połowie XIV wieku wcześniejszą wieżę zastąpiono widoczną obecnie, wyraźnie gotycką. Przeprowadzono także dodatkowe prace rekonstrukcyjne. Świątynię restaurowano w latach 60. XIX wieku oraz w 1957 roku.

## Wnętrze

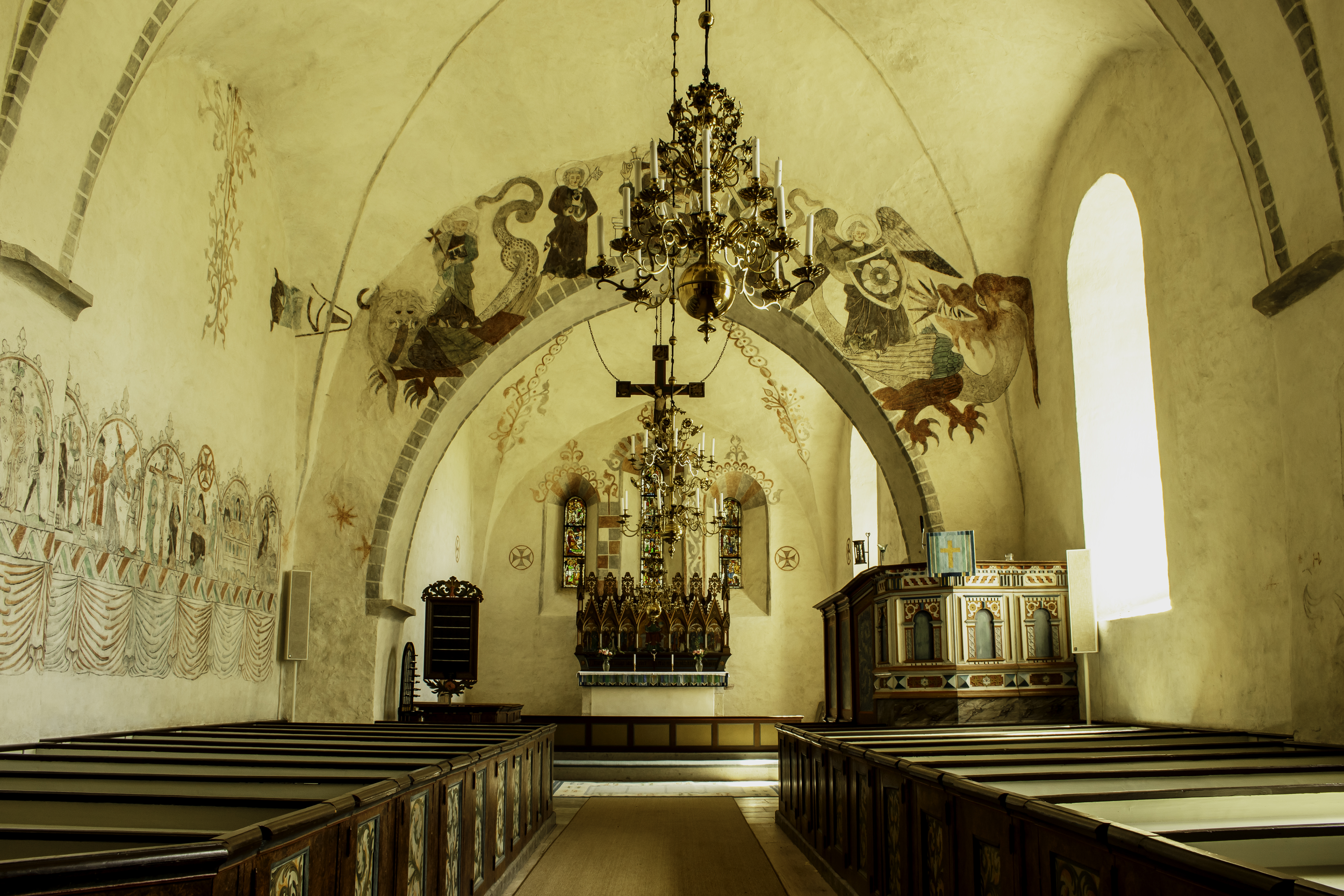
Wnętrze

Wnętrze kościoła zdobią cztery odrębne grupy średniowiecznych fresków. Najstarsze, pochodzące z czasów budowy nawy i prezbiterium, mają charakter dekoracyjny. Inna część malowideł pochodzi z XIV wieku i przedstawia Chrystusa jako sędziego, a po Jego bokach apostołów Piotra i Pawła oraz św. Michała Archanioła i św. Małgorzatę Antiocheńską. Freski na północnej ścianie nawy pochodzą z XV wieku i przedstawiają mękę Chrystusa, a za ich twórcę uważa się Mistrza Męki Pańskiej. Wreszcie na południowej ścianie nawy widnieją fragmentaryczne malowidła z 1520 roku, obrazujące św. Jerzego ze smokiem. Na uwagę zasługują także dobrze zachowane średniowieczne witraże (tylko nieco ponad 30 kościołów w Szwecji posiada do dziś witraże z tamtego okresu). Pochodzą one z połowy XIII wieku. Przedstawiają życie, śmierć i zmartwychwstanie Chrystusa.
Ponadto do wyposażenia wnętrza należą:
- mocno zniszczona chrzcielnica z XII wieku;
- krzyż triumfalny z XIII wieku;
- ołtarz z XIV wieku, przemalowany pięć wieków później;
- ambona z końca XVII wieku, malowana wiek później;
- ławki z XVIII wieku;
- płyta nagrobna z XIV wieku.